# Dithiany
Dithiany jsou nasycené šestičlenné heterocyklické sloučeniny, kde jsou dva uhlíkové atomy nahrazeny atomy síry. Jde o tři navzájem izomerní sloučeniny, 1,2-dithian, 1,3-dithian, a 1,4-dithian. Ve všech případech se jedná o bezbarvé pevné látky.

1,2-dithian, 1,3-dithian a 1,4-dithian

## 1,2-Dithian
1,2-Dithian je cyklickým disulfidem, vzniká oxidací butan-1,4-dithiolu.

## 1,3-Dithian
1,3-Dithian je možné připravit reakcí propan-1,3-dithiolu s formaldehydem.
1,3-Dithiany (deriváty 1,3-dithianu) mohou být použity jako chránicí skupiny pro karbonylové sloučeniny; vytvářejí se jejich reakcemi s propan-1,3-dithiolem za vzniku dithioacetalu a současného odštěpení vody. Tyto skupiny lze odstranit pomocí rtuťnatých sloučenin, kdy se využívá vysoké afinity rtuťnatých iontů vůči thiolátům. 1,3-Dithiany mají rovněž využití při reakcích obracejících polaritu, jako je například Coreyova–Seebachova reakce.

## 1,4-Dithian
1,4-Dithian se připravuje alkylací ethan-1,2-dithiolu 1,2-dibromethanem. Nemá praktické využití. Může se vytvářet ve stopových množstvích během rozkladných reakcí, například při vaření masa nebo pyrolýze uhlí.